# Ambo jezik
Ambo jezik (ISO 639-3: amb), maleni jezik skupine tivoid, šire skupine južnobantoidnih jezika kojim govori svega oko 1 000 osoba u jednom selu istočno od Baissa, u nigerijskoj državi Taraba.
Prema Joshua projectu, etnička populacija iznosi oko 2 300

## Vanjske poveznice
- Ethnologue (14th)
- Ethnologue (15th)